# أنسرز دوت كوم
أنسرز دوت كوم (بالإنجليزية: Answers.com)‏ هو موقع ويب يقدم محتوى مرجعي في أكثر من 4 ملايين مدخلة مجمعة من عدة مصادر؛ تم إطلاق الموقع في يناير 2005. هذا الموقع هو المنتج الرئيسي لمؤسسة أنسرز (بالإنجليزية: Answers Cooperation) التي كانت تسمى سابقاً جرونت Gurunet وهي شركة إسرائيلية لها مكاتب في مدينة نيويورك والقدس. أسس الشركة بوب روزسينشين في العام 1999.

## وصلات خارجية
- الموقع الرسمي